# 高鰭鋸腹脂鯉
高鰭鋸腹脂鯉，為輻鰭魚綱脂鯉目脂鯉亞目锯脂鲤科的其中一個種。分布於南美洲聖弗朗西斯科河流域，體長可達22公分，棲息在底中層水域，生活習性不明。

## 扩展阅读
維基物種上的相關：高鰭鋸腹脂鯉